# Repräsentantenhaus von Minnesota

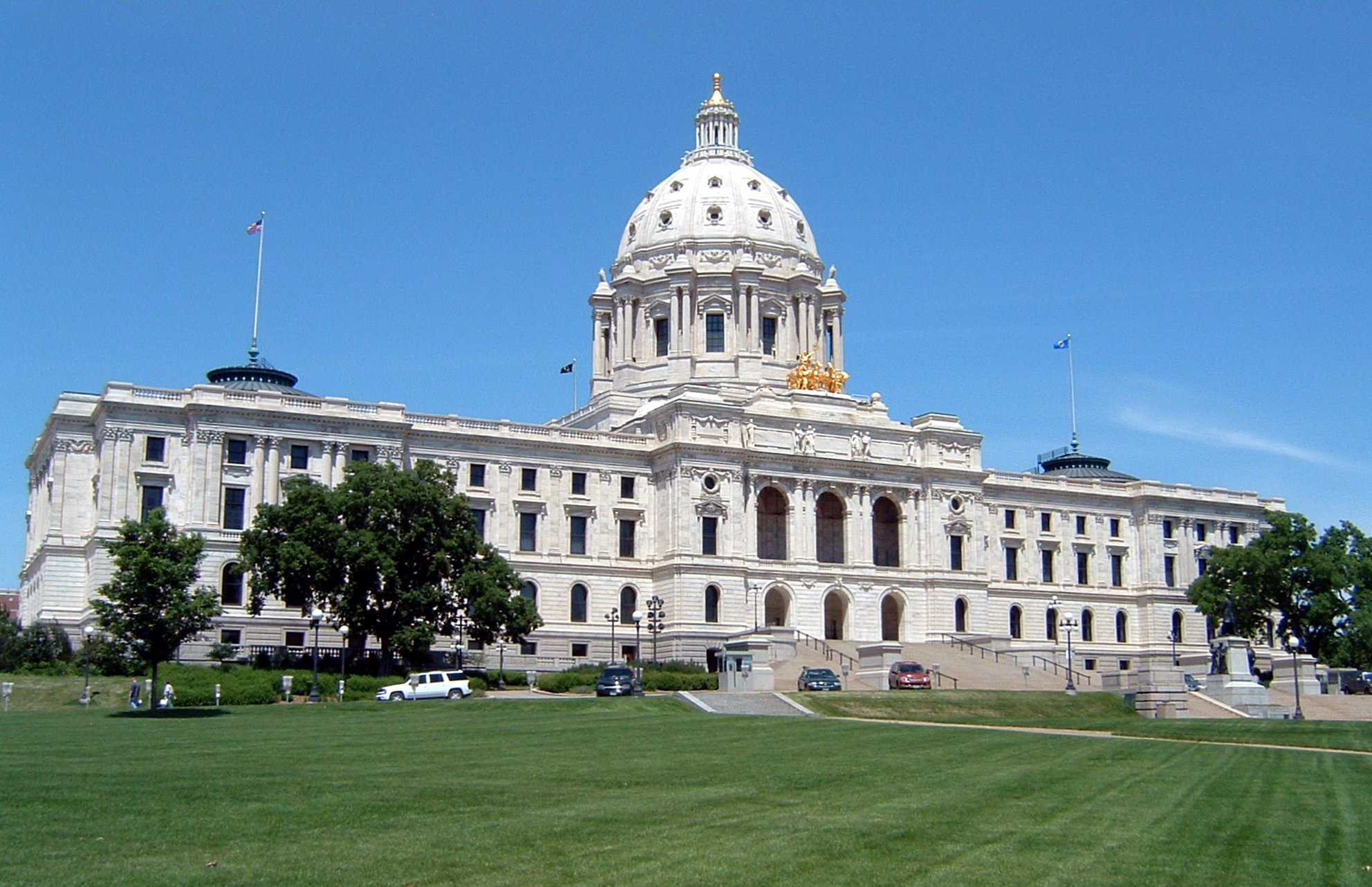
Blick auf das Minnesota State Capitol

Das Repräsentantenhaus von Minnesota (englisch Minnesota House of Representatives) ist das Unterhaus der Minnesota State Legislature, der Legislative des US-Bundesstaates Minnesota.

## Parlamentskammer

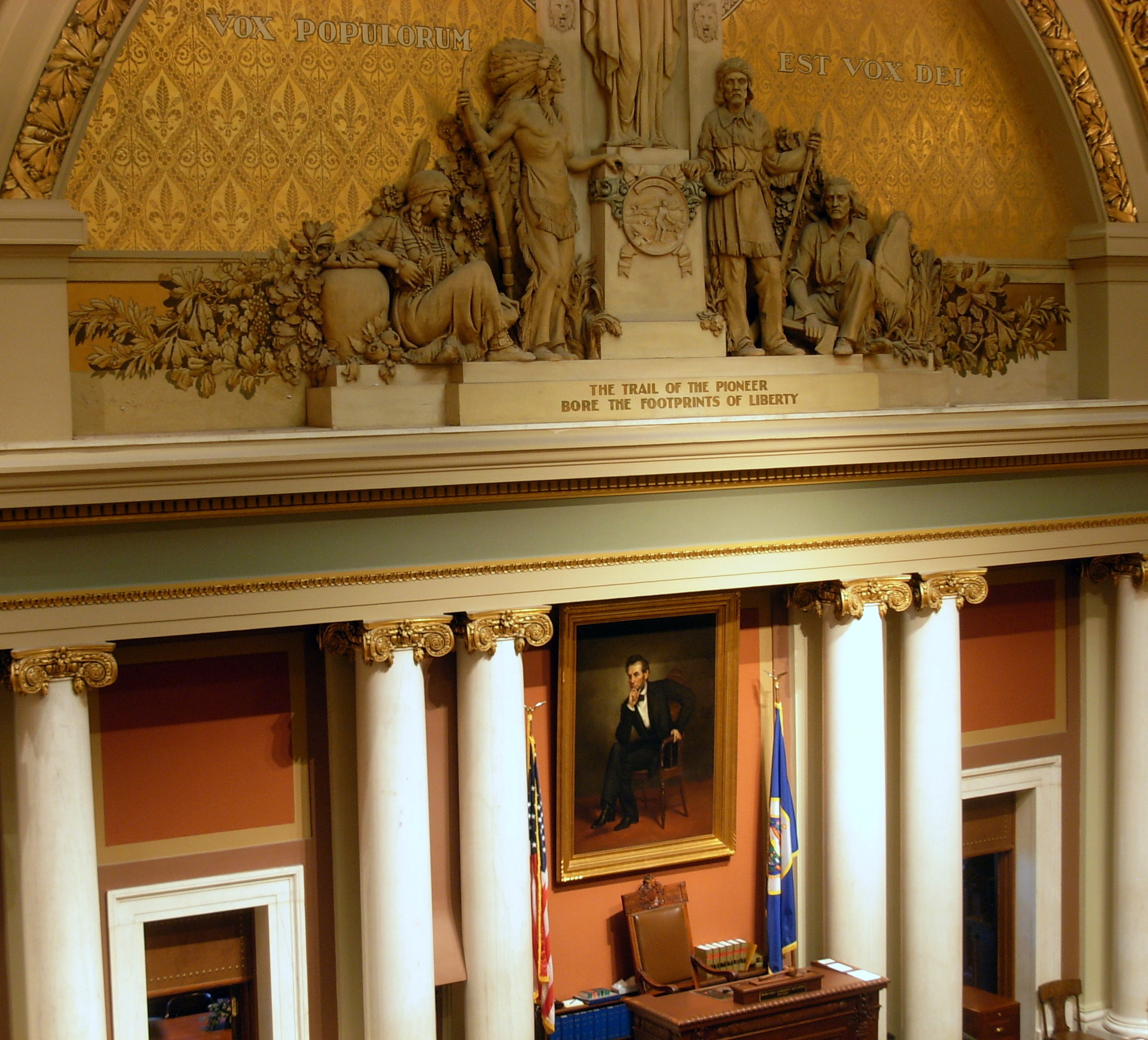
Die Kammerfront des Repräsentantenhauses

Die Parlamentskammer setzt sich aus 134 Abgeordneten zusammen, was doppelt so viel ist, wie bei der anderen Kammer, dem Senat von Minnesota. Jeder der 67 Wahldistrikte im Repräsentantenhaus ist in zwei Teile unterteilt, die durch A und B bestimmt sind, z. B. befindet sich der Abgeordnetendistrikt 32B geographisch innerhalb des Senatsdistrikts 32. Die Abgeordneten werden jeweils für zweijährige Amtszeiten gewählt; eine Beschränkung der Amtszeiten existiert nicht. Beide Parlamentskammern treffen sich jedes Jahr zwischen Januar und dem dritten Montag im Mai, was aber nicht mehr als 120 Tage innerhalb von zwei Jahren ausmacht.
Der Sitzungssaal des Repräsentantenhauses (englisch House of Representatives Chamber) befindet sich gemeinsam mit dem Staatssenat im Minnesota State Capitol in der Hauptstadt Saint Paul. Die Büros aller Abgeordneten befinden sich im State Office Building, das durch einen Tunnel mit dem Westteil des Capitols verbunden ist. In dem Gebäude finden die meisten Ausschusshearings statt.

## Struktur und Zusammensetzung

Karte der 93. Legislatur des Repräsentantenhauses

Vorsitzender des Repräsentantenhauses ist der Speaker of the House. Er wird zunächst von der Mehrheitsfraktion der Kammer gewählt, ehe die Bestätigung durch das gesamte Parlament folgt. Der Speaker ist auch für den Ablauf der Gesetzgebung verantwortlich und überwacht die Abstellungen in die verschiedenen Ausschüsse. Seit dem 6. Februar 2025 ist die Republikanerin Lisa Demuth Speaker des Repräsentantenhauses.
Im Rahmen eines Abkommens der demokratischen und republikanischen Fraktion (die über die gleiche Anzahl an Sitzen verfügen) teilte sie laut Geschäftsordnung die Kompetenzen des Amts mit Melissa Hortman (Democratic-Farmer-Labor Party), die zuvor von 2019 bis 2025 als Sprecherin amtierte. Hortman wurde am 14. Juni 2025 erschossen.
Regulär gibt es einen Mehrheitsführer (Majority leader) und einen Oppositionsführer (Minority leader), die von den jeweiligen Fraktionen gewählt werden. Im Zuge des Abkommens zwischen Demokraten und Republikanern gibt es eine überparteiliche Zusammenarbeit beider Fraktionen und damit keine Mehrheits- und Minderheitsführer, sondern nur Fraktionssprecher (Floor leader). Für die Demokraten ist Jamie Long Fraktionssprecherin, für die Republikaner Harry Niska.
Seit Januar 2025 (94. Periode) setzt sich das Repräsentantenhaus von Minnesota wie folgt zusammen:
| Partei | Partei                        | Abgeordnete | Zusammensetzung 2025 |
|        | Democratic-Farmer-Labor Party | 66          | Zusammensetzung 2025 |
|        | Republican Caucus             | 67          | Zusammensetzung 2025 |
| vakant | vakant                        | 1           | Zusammensetzung 2025 |
| Summe  | Summe                         | 134         | Zusammensetzung 2025 |